# 李清雲
李 清雲（り せいうん、リー・チンユン）は、中国の漢方医で、256歳まで生きていたとされる人物（満255-256歳、数え257歳）。ギネス非公認記録で、実在したという証拠（写真など）がある人物としては、世界一長生きした人物であるとされる。1736年生まれの197歳という説や、実在しなかったという説もある。一生のうちに23回結婚し、200人を超える子どもを儲けたといわれる。

## 概要
1677年に四川綦江県（現重慶市綦江自治区）に宮大工の家に生まれ10歳で漢方医となる。日々山中を歩きまわり薬草集めに勤しむうち、彼は自らが採取する薬草に長寿の効能があると確信する。霊芝やクコの実、朝鮮人参、ツルドクダミ、ツボクサ、米酒だけを口にする生活を40年以上にわたり継続。1749年、71歳の時には武道の師範として軍隊に招かれる、又身長は200cm以上だったという説がある。1933年に老衰により死去。

## 知られるきっかけ
1933年5月15日、アメリカのニューヨークタイムズは１篇《亀-スズメ-犬》(Tortoise-Pigeon-Dog) にその詳細を載せている。
李清雲の戸籍は疑問視されている。その理由としては、1928年、ニューヨーク・タイムズ記者が、李清雲の近所に住んでいる人たちに取材をしており「周辺地域の住民の数代前の先祖が李清雲に会っていた」などという証言もあったとされているが、これらが公開されたり精査されたりしたことがない。